# Konzerthaus Dortmund
Konzerthaus Dortmund es la sala de conciertos de Dortmund, Alemania.
Fue inaugurada en 2002 y tiene dos salas, con 1500 y 900 asientos respectivamente.
Se levanta en el predio que ocupó el original Konzerthaus de 1887, sede de la Dortmunder Philharmoniker. 